# السلام النووي

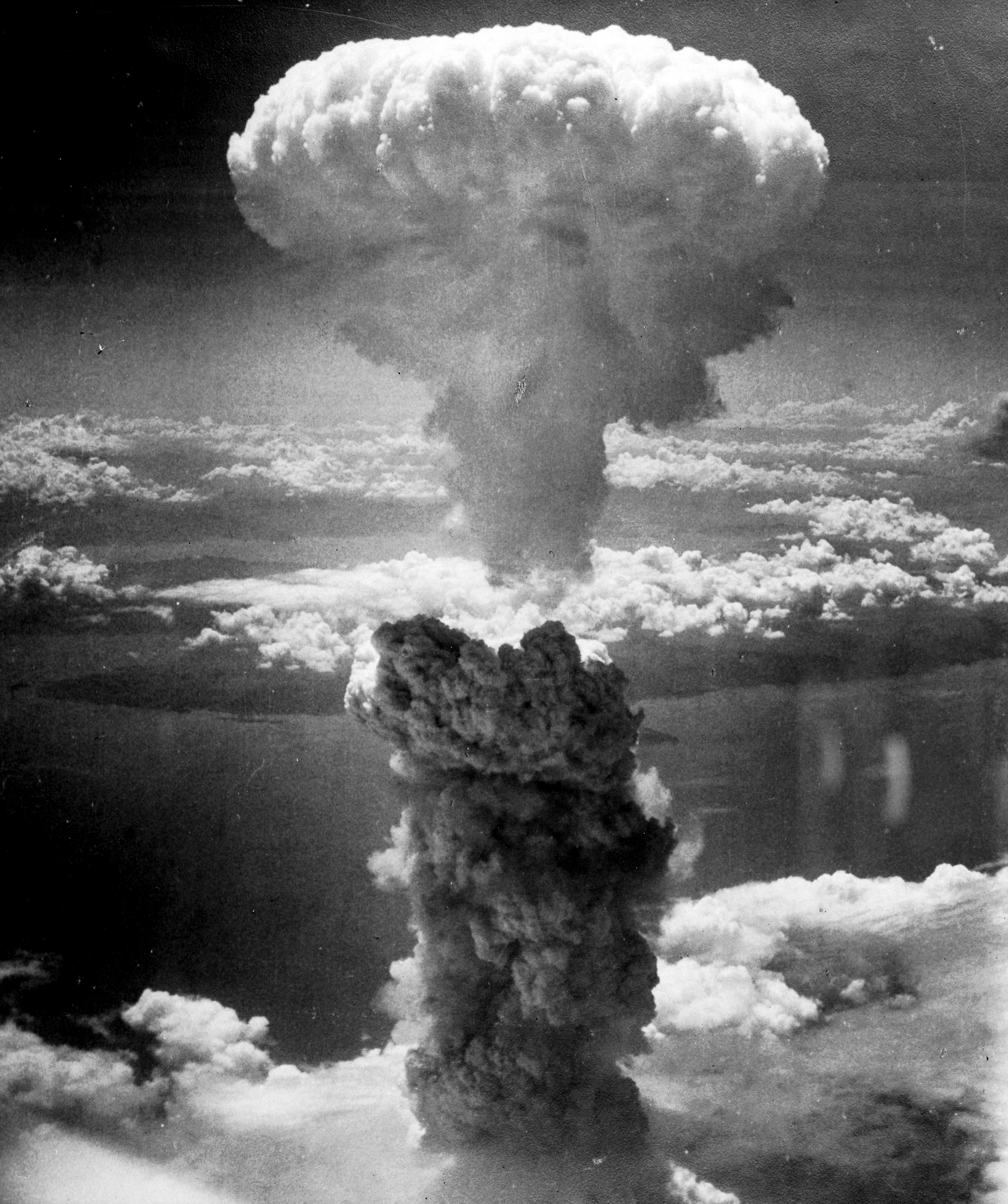
قنبلة نووية على ناجازاكي في اليابان 1945

السلام النووي هي نظرية بالعلاقات الدولية تجادل بأنه في ظل ظروف معينة يمكن للأسلحة النووية أن تحفز الاستقرار وتقلل من فرص تصاعد الأزمة.
على وجه الخصوص يقال إن الأسلحة النووية قد أدت إلى الاستقرار خلال الحرب الباردة عندما كان لدى كل من الولايات المتحدة والاتحاد السوفييتي الضربة الثانية على الانتقام مما أدى إلى القضاء على إمكانية تحقيق نصر نووي لأي من الجانبين.

## مفاهيم
يجادل أنصار السلام النووي بأن الانتشار النووي الخاضع للرقابة قد يكون مفيد في إحداث الاستقرار عكس منتقدو السلام النووي بأن الانتشار النووي لا يزيد فقط من فرص النزاع النووي بين الدول بل يزيد من فرص وقوع المواد النووية في أيدي الجماعات الغير الحكومية المتطرفة.
كان الجدل الرئيسي حول هذه المسألة بين كينيث والتز مؤسس النظرية الجديدة في العلاقات الدولية وسكوت ساجان أحد كبار مؤيدي النظريات التنظيمية في السياسة الدولية حيث يجادل كينيث والتز بوجه عام بأن «المزيد قد يكون أفضل» معتبرين أن الدول النووية الجديدة سوف تستخدم قدراتها النووية لردع التهديدات والحفاظ على السلام بينما يجادل ساجان بأن «المزيد سيكون أسوأ» حيث أن الدول النووية الجديدة غالبا ما تفتقر إلى ضوابط تنظيمية كافية على أسلحتها الجديدة الأمر الذي يؤدي إلى مخاطر عالية إما لحرب نووية متعمدة أو عرضية أو سرقة المواد النووية من قبل الإرهابيين لارتكاب الإرهاب النووي.

## النقاش
ينتج السلام النووي عندما تكون تكاليف الحرب مرتفعة بشكل غير مقبول لكلا الجانبين. يصبح الدفاع مستحيلًا في صراع بين جانبين يتمتع كلاهما بقدرة متبادلة في الرد على أي عدوان، لذا فإن احتمالية خوض القتال في الحرب، بدلاً من احتمال خسارتها، هو الذي يحث على كبح جماح الرغبة في خوص الحرب.
في حالة التدمير المتبادل المؤكد، يكون هناك «رهائن» مدنيون على كلا الجانبين، مما يسهل التعاون من خلال العمل كآلية غير رسمية لتطبيق العقود بين الدول. هناك معادِلات اقتصادية لهذه الآليات غير الرسمية المستخدمة لإثبات التعهد الموثوق؛ على سبيل المثال، تستخدم الشركات «الرهائن» (في شكل تكاليف الإعداد الأولية التي تعمل كضمان إضافي) لردع الشركات التابعة وأصحاب الامتياز من الغش.
قد تقلل الأسلحة النووية أيضًا من اعتماد الدولة على الحلفاء للحصول على الأمن، وبالتالي تمنع الحلفاء من جر بعضهم بعضًا إلى الحروب (ظاهرة تُعرف باسم سلسلة العصابات، والتي يُقال عنها في كثير من الأحيان بأنها سبب رئيسي للحرب العالمية الأولى).
بما أن موت المدنيين جزء أساسي من الدمار المؤكد المتبادل، فإن إحدى النتائج المعيارية للأسلحة النووية هي أن الحرب تفقد وظيفتها التاريخية كرمز للمجد ومقياس للقوة الوطنية.
يمثل مفهوم الردع الأدنى إحدى طرق حل المعضلة الأمنية وتجنب سباق التسلح كوسيلة لمنع سباق التسلح المزعزع للاستقرار.
قيّمت دراسة نُشرت في «مجلة تسوية النزاعات» عام 2009 كميًا فرضية السلام النووي ووجدت دعمًا لوجود مفارقة الاستقرار-عدم الاستقرار. توصلت الدراسة إلى أنه في الوقت الذي تعزز فيه الأسلحة النووية الاستقرار الاستراتيجي وتمنع الحروب الكبيرة، فإنها تسمح في الوقت ذاته بمزيد من الصراعات الأقل حدة. عندما يكون هناك احتكار نووي بين دولتين، وإحدى الدول تملك أسلحة نووية بينما الدولة الخصم لا تملك، تتشكل هنا فرصة أكبر للحرب. في المقابل، عندما يكون هناك امتلاك متبادل للأسلحة النووية بين الدولتين، فإن احتمالات الحرب تنخفض بشدة.

## النقد
يجادل النقاد بأن الحرب يمكن أن تحدث حتى في ظل ظروف الدمار المؤكد المتبادل:
لا تكون الجهات الفاعلة عقلانية دائمًا، إذ إن الإجراءات البيروقراطية والمؤامرات الداخلية قد تسبب نتائج دون عقلانية. الأمر المرتبط بهذه النقطة، والمعزز لها، هو أن هناك دائمًا مقدار ضئيل من عدم اليقين. لا يمكن للمرء دائمًا التحكم في المشاعر والمرؤوسين والمعدات، خاصةً عندما يكون لديه معلومات محدودة ويواجه مخاطر كبيرة وجداول زمنية سريعة. هناك دومًا العواقب غير المقصودة، والتصعيد غير المرغوب فيه، واللاعقلانية، والفهم الخاطئ، والمعضلة الأمنية.
إحدى الأسباب الأخرى يكمن في أن الردع يتميز بعدم استقرار متأصل. كما قال كينيث بولدينغ: «إذا كان الردع ثابتًا حقًا... فلن يكون قادرًا عن الردع». إذا كان صناع القرار عقلانيين تمامًا، فلن يأمروا أبدًا بالاستخدام واسع النطاق للأسلحة النووية، وستكون مصداقية التهديد النووي منخفضة.
ومع ذلك، يُواجه نقد العقلانية المثالية الظاهر هذا بسياسة الردع الحالية، وهو لا يتعارض معها. في وثيقة «أساسيات الردع بعد الحرب الباردة»، يعرض المؤلفون بالتفصيل دعمًا واضحًا للغموض فيما يتعلق بـ «ما هو مسموح به» بالنسبة للدول الأخرى وموافقتها على «اللاعقلانية»، أو- على وجه أكثر تحديدًا - تصويرها كأداة مهمة في الردع والسياسة الخارجية. تدّعي الوثيقة أن قدرة الولايات المتحدة، في ممارسة الردع، سوف تتضرر في حال تصوير قادة الولايات المتحدة على أنهم عقلانيون وباردو الأعصاب، إذ جاء فيها:
إن حقيقة أن بعض العناصر قد تبدو أنها «خارجة عن السيطرة» يمكن أن تكون مفيدة في خلق وتعزيز المخاوف والشكوك في أذهان صانعي القرار لدى الدولة الخصم. يُعتبر هذا الشعور الأساسي بالخوف قوة الردع العاملة. احتمالية أن تصبح الولايات المتحدة غير عقلانية وانتقامية إذا هُوجمت مصالحها الحيوية يجب أن تكون جزءًا من الشخصية الوطنية التي نعرضها لجميع الخصوم.
يقدم بعض المعلقين الذين ينتقدون مفهوم السلام النووي حجةً مفادها أن الجهات الفاعلة غير الحكومية والدول المارقة يمكنها تزويد المنظمات الإرهابية بالأسلحة النووية وبالتالي تقويض الردع التقليدي ومن ثم السلام النووي، لا سيما بوجود شبكات إرهابية دولية تسعى للوصول إلى المصادر النووية.
ومع ذلك، يقول روبرت غالوتشي، رئيس مؤسسة جون دي وكاثرين تي ماك آرثر، إنه على الرغم من أن الردع التقليدي ليس نهجًا فعالًا تجاه الجماعات الإرهابية العازمة على التسبب في كارثة نووية، «يجب على الولايات المتحدة بدلاً من ذلك التفكير في سياسة الردع الواسع، التي لا تركز فقط على الإرهابيين النوويين المحتملين، بل على الدول التي قد تنقل الأسلحة والمواد النووية إليهم عمداً أو تقودهم عن غير قصد إليها. قد تتمكن الولايات المتحدة، من خلال التهديد بالانتقام من تلك الدول، من ردع ما لا يمكنها أن تمنعه ماديًا».
يقدم غراهام تي أليسون قضية مماثلة ويقول إن مفتاح الردع الواسع يتمثل في إيجاد طرق لتتبع المواد النووية إلى البلد الذي قام بتشكيل المواد الانشطارية، إذ قال: «بعد تفجير قنبلة نووية، يقوم رجال الطب الشرعي النووي بجمع عينات من الحطام وإرسالها إلى مختبر التحليل الإشعاعي. من خلال تحديد السمات الفريدة للمادة الانشطارية، بما في ذلك الشوائب والملوثات، يمكن للمرء حينها تتبع مسار المواد إلى منشأها». تتشابه هذه العملية مع تحديد هوية المجرم ببصمات الأصابع: «سيكون الهدف مقسمًا إلى شقين: أولاً، لردع قادة الدول النووية عن بيع الأسلحة للإرهابيين من خلال تحميلهم المسؤولية عن أي استخدام لأسلحتهم؛ وثانياً، لتزويد القادة بكل حافز ممكن لتأمين أسلحتهم وموادهم النووية بإحكام».

## وصلات خارجية
- موقع الوكالة الدولية للطاقة الذرية
- معلومات عن السلامة النووية
- اختيار الطاقة النووية